# 부탄 축구 국가대표팀
부탄 축구 국가대표팀은 부탄의 축구 국가대표팀으로 부탄 축구 연맹에서 관리하며 아시아 전체에서도 최약체로 평가되는 팀들 중의 하나로 손꼽힌다. 1982년 4월 1일 네팔을 상대로 첫 경기를 치렀으나 그 당시에는 부탄 축구 연맹이 창설되기 1년 전이자 FIFA의 정식 회원국으로 승인받기 약 18년 전이었기 때문에 공식 기록으로는 인정받지 못했고 공식적으로 인정받은 부탄의 첫 국제 A매치 경기는 2000년 2월 12일 쿠웨이트에서 열린 네팔과의 2000년 AFC 아시안컵 예선 5조 1차전 경기였으며 홈 구장으로는 창리미탕 스타디움을 사용하고 있다. 현재까지 FIFA 월드컵과 AFC 아시안컵 본선 진출 기록은 전무하며 2002년 FIFA 월드컵 결승전이 열렸던 2002년 6월 30일 팀부 창리미탕 스타디움에서 열린 몬트세랫과의 경기에서는 4-0 승리를 기록한 바 있다.

## 국제 대회 경력

### FIFA 월드컵
2018년 FIFA 월드컵 아시아 지역 1차 예선에서 같은 남아시아팀이자 같은 최약체팀인 스리랑카를 1·2차전 합계 3-1로 꺾고 아시아 지역 예선 첫 출전만에 2차 예선에 진출하는 기염을 토했다.

### AFC 아시안컵
2019년 AFC 아시안컵 예선 플레이오프 2라운드에서 같은 남아시아팀인 방글라데시를 1·2차전 합계 3-1로 꺾고 2004년 AFC 아시안컵 예선 이후 14년만의 아시안컵 최종 예선 진출이라는 기적을 만들어내며 아시아 축구 연맹 시상식에서 발전상을 수상했고 2026년 FIFA 월드컵 아시아 지역 1차 예선을 통해 8년만에 아시안컵 최종 예선 진출에 성공했다.

### AFC 챌린지컵
초대 대회인 2006년 대회 본선에 유일하게 출전하여 1무 2패·B조 최하위의 초라한 성적으로 조별리그에서 탈락했고 그나마 브루나이와의 조별리그 최종전에서 AFC 주관 대회 사상 첫 승점을 따내는데 만족했다.

### SAFF 챔피언십
SAFF 챔피언십에는 8번 출전하여 이 중 2008년 대회에서 사상 첫 준결승에 오르며 부탄 A대표팀의 역대 국제 대회 최고 성적을 기록했다. 물론 2008년 대회를 제외한 나머지 7번의 대회에서는 모두 3전 전패의 처참한 성적으로 조별리그에서 탈락했고 2018년 대회에서는 3전 전패를 당했음에도 페어플레이상에 선정되었다.

### 남아시아 경기 대회
남아시아 경기 대회에는 U-23 대표팀까지 포함해 13번 출전하여 이 가운데 U-23 대표팀으로 출전한 2019년 대회에서 은메달을 목에 걸면서 U-23 대표팀의 역대 최고 성적을 남겼다.

## FIFA 월드컵
| 년도   | 결과      | 순위      | 경기      | 승        | 무*       | 패        | 득점      | 실점      | 승점      | 경기                                        | 승                                          | 무*                                         | 패                                          | 득점                                        | 실점                                        | 승점                                        |
| ------ | --------- | --------- | --------- | --------- | --------- | --------- | --------- | --------- | --------- | ------------------------------------------- | ------------------------------------------- | ------------------------------------------- | ------------------------------------------- | ------------------------------------------- | ------------------------------------------- | ------------------------------------------- |
| 1930년 | 비회원국  | 비회원국  | 비회원국  | 비회원국  | 비회원국  | 비회원국  | 비회원국  | 비회원국  | 비회원국  | 비회원국                                    | 비회원국                                    | 비회원국                                    | 비회원국                                    | 비회원국                                    | 비회원국                                    | 비회원국                                    |
| 1934년 | 비회원국  | 비회원국  | 비회원국  | 비회원국  | 비회원국  | 비회원국  | 비회원국  | 비회원국  | 비회원국  | 비회원국                                    | 비회원국                                    | 비회원국                                    | 비회원국                                    | 비회원국                                    | 비회원국                                    | 비회원국                                    |
| 1938년 | 비회원국  | 비회원국  | 비회원국  | 비회원국  | 비회원국  | 비회원국  | 비회원국  | 비회원국  | 비회원국  | 비회원국                                    | 비회원국                                    | 비회원국                                    | 비회원국                                    | 비회원국                                    | 비회원국                                    | 비회원국                                    |
| 1950년 | 비회원국  | 비회원국  | 비회원국  | 비회원국  | 비회원국  | 비회원국  | 비회원국  | 비회원국  | 비회원국  | 비회원국                                    | 비회원국                                    | 비회원국                                    | 비회원국                                    | 비회원국                                    | 비회원국                                    | 비회원국                                    |
| 1954년 | 비회원국  | 비회원국  | 비회원국  | 비회원국  | 비회원국  | 비회원국  | 비회원국  | 비회원국  | 비회원국  | 비회원국                                    | 비회원국                                    | 비회원국                                    | 비회원국                                    | 비회원국                                    | 비회원국                                    | 비회원국                                    |
| 1958년 | 비회원국  | 비회원국  | 비회원국  | 비회원국  | 비회원국  | 비회원국  | 비회원국  | 비회원국  | 비회원국  | 비회원국                                    | 비회원국                                    | 비회원국                                    | 비회원국                                    | 비회원국                                    | 비회원국                                    | 비회원국                                    |
| 1962년 | 비회원국  | 비회원국  | 비회원국  | 비회원국  | 비회원국  | 비회원국  | 비회원국  | 비회원국  | 비회원국  | 비회원국                                    | 비회원국                                    | 비회원국                                    | 비회원국                                    | 비회원국                                    | 비회원국                                    | 비회원국                                    |
| 1966년 | 비회원국  | 비회원국  | 비회원국  | 비회원국  | 비회원국  | 비회원국  | 비회원국  | 비회원국  | 비회원국  | 비회원국                                    | 비회원국                                    | 비회원국                                    | 비회원국                                    | 비회원국                                    | 비회원국                                    | 비회원국                                    |
| 1970년 | 비회원국  | 비회원국  | 비회원국  | 비회원국  | 비회원국  | 비회원국  | 비회원국  | 비회원국  | 비회원국  | 비회원국                                    | 비회원국                                    | 비회원국                                    | 비회원국                                    | 비회원국                                    | 비회원국                                    | 비회원국                                    |
| 1974년 | 비회원국  | 비회원국  | 비회원국  | 비회원국  | 비회원국  | 비회원국  | 비회원국  | 비회원국  | 비회원국  | 비회원국                                    | 비회원국                                    | 비회원국                                    | 비회원국                                    | 비회원국                                    | 비회원국                                    | 비회원국                                    |
| 1978년 | 비회원국  | 비회원국  | 비회원국  | 비회원국  | 비회원국  | 비회원국  | 비회원국  | 비회원국  | 비회원국  | 비회원국                                    | 비회원국                                    | 비회원국                                    | 비회원국                                    | 비회원국                                    | 비회원국                                    | 비회원국                                    |
| 1982년 | 비회원국  | 비회원국  | 비회원국  | 비회원국  | 비회원국  | 비회원국  | 비회원국  | 비회원국  | 비회원국  | 비회원국                                    | 비회원국                                    | 비회원국                                    | 비회원국                                    | 비회원국                                    | 비회원국                                    | 비회원국                                    |
| 1986년 | 비회원국  | 비회원국  | 비회원국  | 비회원국  | 비회원국  | 비회원국  | 비회원국  | 비회원국  | 비회원국  | 비회원국                                    | 비회원국                                    | 비회원국                                    | 비회원국                                    | 비회원국                                    | 비회원국                                    | 비회원국                                    |
| 1990년 | 비회원국  | 비회원국  | 비회원국  | 비회원국  | 비회원국  | 비회원국  | 비회원국  | 비회원국  | 비회원국  | 비회원국                                    | 비회원국                                    | 비회원국                                    | 비회원국                                    | 비회원국                                    | 비회원국                                    | 비회원국                                    |
| 1994년 | 비회원국  | 비회원국  | 비회원국  | 비회원국  | 비회원국  | 비회원국  | 비회원국  | 비회원국  | 비회원국  | 비회원국                                    | 비회원국                                    | 비회원국                                    | 비회원국                                    | 비회원국                                    | 비회원국                                    | 비회원국                                    |
| 1998년 | 비회원국  | 비회원국  | 비회원국  | 비회원국  | 비회원국  | 비회원국  | 비회원국  | 비회원국  | 비회원국  | 비회원국                                    | 비회원국                                    | 비회원국                                    | 비회원국                                    | 비회원국                                    | 비회원국                                    | 비회원국                                    |
| 2002년 | 불참      | 불참      | 불참      | 불참      | 불참      | 불참      | 불참      | 불참      | 불참      | 불참                                        | 불참                                        | 불참                                        | 불참                                        | 불참                                        | 불참                                        | 불참                                        |
| 2006년 | 불참      | 불참      | 불참      | 불참      | 불참      | 불참      | 불참      | 불참      | 불참      | 불참                                        | 불참                                        | 불참                                        | 불참                                        | 불참                                        | 불참                                        | 불참                                        |
| 2010년 | 기권      | 기권      | 기권      | 기권      | 기권      | 기권      | 기권      | 기권      | 기권      | 기권                                        | 기권                                        | 기권                                        | 기권                                        | 기권                                        | 기권                                        | 기권                                        |
| 2014년 | 불참      | 불참      | 불참      | 불참      | 불참      | 불참      | 불참      | 불참      | 불참      | 불참                                        | 불참                                        | 불참                                        | 불참                                        | 불참                                        | 불참                                        | 불참                                        |
| 2018년 | 예선 탈락 | 예선 탈락 | 예선 탈락 | 예선 탈락 | 예선 탈락 | 예선 탈락 | 예선 탈락 | 예선 탈락 | 예선 탈락 | 10                                          | 2                                           | 0                                           | 8                                           | 8                                           | 53                                          | 6                                           |
| 2022년 | 예선 탈락 | 예선 탈락 | 예선 탈락 | 예선 탈락 | 예선 탈락 | 예선 탈락 | 예선 탈락 | 예선 탈락 | 예선 탈락 | 2                                           | 1                                           | 0                                           | 1                                           | 1                                           | 5                                           | 3                                           |
| 2026년 | 예선 탈락 | 예선 탈락 | 예선 탈락 | 예선 탈락 | 예선 탈락 | 예선 탈락 | 예선 탈락 | 예선 탈락 | 예선 탈락 | 2                                           | 1                                           | 0                                           | 1                                           | 2                                           | 4                                           | 3                                           |
| 합계   |           |           |           |           |           |           |           |           |           | 14                                          | 4                                           | 0                                           | 10                                          | 11                                          | 62                                          | 12                                          |
| 순위   |           |           |           |           |           |           |           |           |           | 월드컵 예선 승점 순위 : 194위 (아시아 43위) | 월드컵 예선 승점 순위 : 194위 (아시아 43위) | 월드컵 예선 승점 순위 : 194위 (아시아 43위) | 월드컵 예선 승점 순위 : 194위 (아시아 43위) | 월드컵 예선 승점 순위 : 194위 (아시아 43위) | 월드컵 예선 승점 순위 : 194위 (아시아 43위) | 월드컵 예선 승점 순위 : 194위 (아시아 43위) |

## AFC 아시안컵
- 1956년 ~ 1992년 - 비회원국
- 1996년 - 불참
- 2000년 ~ 2004년 - 예선 탈락
- 2007년 ~ 2015년 - AFC 챌린지컵 배정
- 2019년 ~ 2023년  - 예선 탈락
- 2027년 - 미정

### AFC 아시안컵 (예선)
| AFC 아시안컵 예선 기록 | AFC 아시안컵 예선 기록 | AFC 아시안컵 예선 기록 | AFC 아시안컵 예선 기록 | AFC 아시안컵 예선 기록 | AFC 아시안컵 예선 기록 | AFC 아시안컵 예선 기록 | AFC 아시안컵 예선 기록 |
| 년도                   | 경기                   | 승                     | 무*                    | 패                     | 득점                   | 실점                   | 승점                   |
| ---------------------- | ---------------------- | ---------------------- | ---------------------- | ---------------------- | ---------------------- | ---------------------- | ---------------------- |
| 1956년                 | 비회원국               | 비회원국               | 비회원국               | 비회원국               | 비회원국               | 비회원국               | 비회원국               |
| 1960년                 | 비회원국               | 비회원국               | 비회원국               | 비회원국               | 비회원국               | 비회원국               | 비회원국               |
| 1964년                 | 비회원국               | 비회원국               | 비회원국               | 비회원국               | 비회원국               | 비회원국               | 비회원국               |
| 1968년                 | 비회원국               | 비회원국               | 비회원국               | 비회원국               | 비회원국               | 비회원국               | 비회원국               |
| 1972년                 | 비회원국               | 비회원국               | 비회원국               | 비회원국               | 비회원국               | 비회원국               | 비회원국               |
| 1976년                 | 비회원국               | 비회원국               | 비회원국               | 비회원국               | 비회원국               | 비회원국               | 비회원국               |
| 1980년                 | 비회원국               | 비회원국               | 비회원국               | 비회원국               | 비회원국               | 비회원국               | 비회원국               |
| 1984년                 | 비회원국               | 비회원국               | 비회원국               | 비회원국               | 비회원국               | 비회원국               | 비회원국               |
| 1988년                 | 비회원국               | 비회원국               | 비회원국               | 비회원국               | 비회원국               | 비회원국               | 비회원국               |
| 1992년                 | 비회원국               | 비회원국               | 비회원국               | 비회원국               | 비회원국               | 비회원국               | 비회원국               |
| 1996년                 | 불참                   | 불참                   | 불참                   | 불참                   | 불참                   | 불참                   | 불참                   |
| 2000년                 | 4                      | 0                      | 0                      | 4                      | 2                      | 42                     | 0                      |
| 2004년                 | 8                      | 1                      | 1                      | 6                      | 6                      | 26                     | 4                      |
| 2007년                 | AFC 챌린지컵 배정      | AFC 챌린지컵 배정      | AFC 챌린지컵 배정      | AFC 챌린지컵 배정      | AFC 챌린지컵 배정      | AFC 챌린지컵 배정      | AFC 챌린지컵 배정      |
| 2011년                 | AFC 챌린지컵 배정      | AFC 챌린지컵 배정      | AFC 챌린지컵 배정      | AFC 챌린지컵 배정      | AFC 챌린지컵 배정      | AFC 챌린지컵 배정      | AFC 챌린지컵 배정      |
| 2015년                 | AFC 챌린지컵 배정      | AFC 챌린지컵 배정      | AFC 챌린지컵 배정      | AFC 챌린지컵 배정      | AFC 챌린지컵 배정      | AFC 챌린지컵 배정      | AFC 챌린지컵 배정      |
| 2019년                 | 18                     | 3                      | 1                      | 14                     | 13                     | 93                     | 10                     |
| 2023년                 | 2                      | 1                      | 0                      | 1                      | 1                      | 5                      | 3                      |
| 2027년                 | 진행중(3차예선 진출)   | 진행중(3차예선 진출)   | 진행중(3차예선 진출)   | 진행중(3차예선 진출)   | 진행중(3차예선 진출)   | 진행중(3차예선 진출)   | 진행중(3차예선 진출)   |
| 합계                   | 30                     | 4                      | 2                      | 24                     | 21                     | 161                    | 14                     |

## SAFF 챔피언십
| SAFF 챔피언십 기록 | SAFF 챔피언십 기록 | SAFF 챔피언십 기록 | SAFF 챔피언십 기록 | SAFF 챔피언십 기록 | SAFF 챔피언십 기록 | SAFF 챔피언십 기록 | SAFF 챔피언십 기록 | SAFF 챔피언십 기록 | SAFF 챔피언십 기록 |
| 년도               | 결과               | 순위               | 경기               | 승                 | 무*                | 패                 | 득점               | 실점               | 승점               |
| ------------------ | ------------------ | ------------------ | ------------------ | ------------------ | ------------------ | ------------------ | ------------------ | ------------------ | ------------------ |
| 1993년             | 불참               | 불참               | 불참               | 불참               | 불참               | 불참               | 불참               | 불참               | 불참               |
| 1995년             | 불참               | 불참               | 불참               | 불참               | 불참               | 불참               | 불참               | 불참               | 불참               |
| 1997년             | 불참               | 불참               | 불참               | 불참               | 불참               | 불참               | 불참               | 불참               | 불참               |
| 1999년             | 불참               | 불참               | 불참               | 불참               | 불참               | 불참               | 불참               | 불참               | 불참               |
| 2003년             | 예선탈락           | 8위                | 3                  | 0                  | 0                  | 3                  | 0                  | 11                 | 0                  |
| 2005년             | 예선탈락           | 8위                | 3                  | 0                  | 0                  | 3                  | 1                  | 9                  | 0                  |
| 2008년             | 준결승             | 4위                | 4                  | 1                  | 1                  | 2                  | 5                  | 6                  | 4                  |
| 2009년             | 예선탈락           | 8위                | 3                  | 0                  | 0                  | 3                  | 1                  | 17                 | 0                  |
| 2011년             | 예선탈락           | 8위                | 3                  | 0                  | 0                  | 3                  | 1                  | 16                 | 0                  |
| 2013년             | 예선탈락           | 8위                | 3                  | 0                  | 0                  | 3                  | 4                  | 16                 | 0                  |
| 2015년             | 예선탈락           | 8위                | 3                  | 0                  | 0                  | 3                  | 1                  | 9                  | 0                  |
| 합계               | 7회 출전(7/11)     | 준결승(1회)        | 22                 | 1                  | 1                  | 20                 | 13                 | 84                 | 4                  |

## AFC 챌린지컵
| 년도   | 결과          | 경기      | 승        | 무*       | 패        | 득점      | 실점      | 승점      |
| ------ | ------------- | --------- | --------- | --------- | --------- | --------- | --------- | --------- |
| 2006년 | 조별리그      | 3         | 0         | 1         | 2         | 0         | 3         | 1         |
| 2008년 | 예선 탈락     | 예선 탈락 | 예선 탈락 | 예선 탈락 | 예선 탈락 | 예선 탈락 | 예선 탈락 | 예선 탈락 |
| 2010년 | 예선 탈락     | 예선 탈락 | 예선 탈락 | 예선 탈락 | 예선 탈락 | 예선 탈락 | 예선 탈락 | 예선 탈락 |
| 2012년 | 예선 탈락     | 예선 탈락 | 예선 탈락 | 예선 탈락 | 예선 탈락 | 예선 탈락 | 예선 탈락 | 예선 탈락 |
| 2014년 | 불참          | 불참      | 불참      | 불참      | 불참      | 불참      | 불참      | 불참      |
| 합계   | 조별리그(1회) | 3         | 0         | 1         | 2         | 0         | 3         | 1         |

## 주요 선수
- 첸초 겔첸
- 체링 도르지
- 카르마 셰드룹 체링

## 역대 감독
| 감독        | 임기        |
| ----------- | ----------- |
| 유기흥      | 2002        |
| 교토쿠 고지 | 2008 ~ 2010 |

## 같이 보기
- 부탄 풋살 국가대표팀